# Polonia-Bydgoszcz-Stadion
Das Marschall-Józef-Piłsudski-Polonia-Bydgoszcz-Stadion (polnisch Stadion Polonii Bydgoszcz im. Marszałka Józefa Piłsudskiego) ist ein Speedway- und Fußballstadion in der polnischen Stadt Bydgoszcz. Es bietet 20.000 Zuschauern Platz und wurde am 3. August 1924 eingeweiht. Zwischen 1935 und 1939 trug es den Namen Józef-Piłsudski-Stadion. Im Oktober 2016 entschied die Stadtverwaltung, das Stadion wieder nach Marschall Józef Piłsudski zu benennen.

## Nutzung

### Speedway

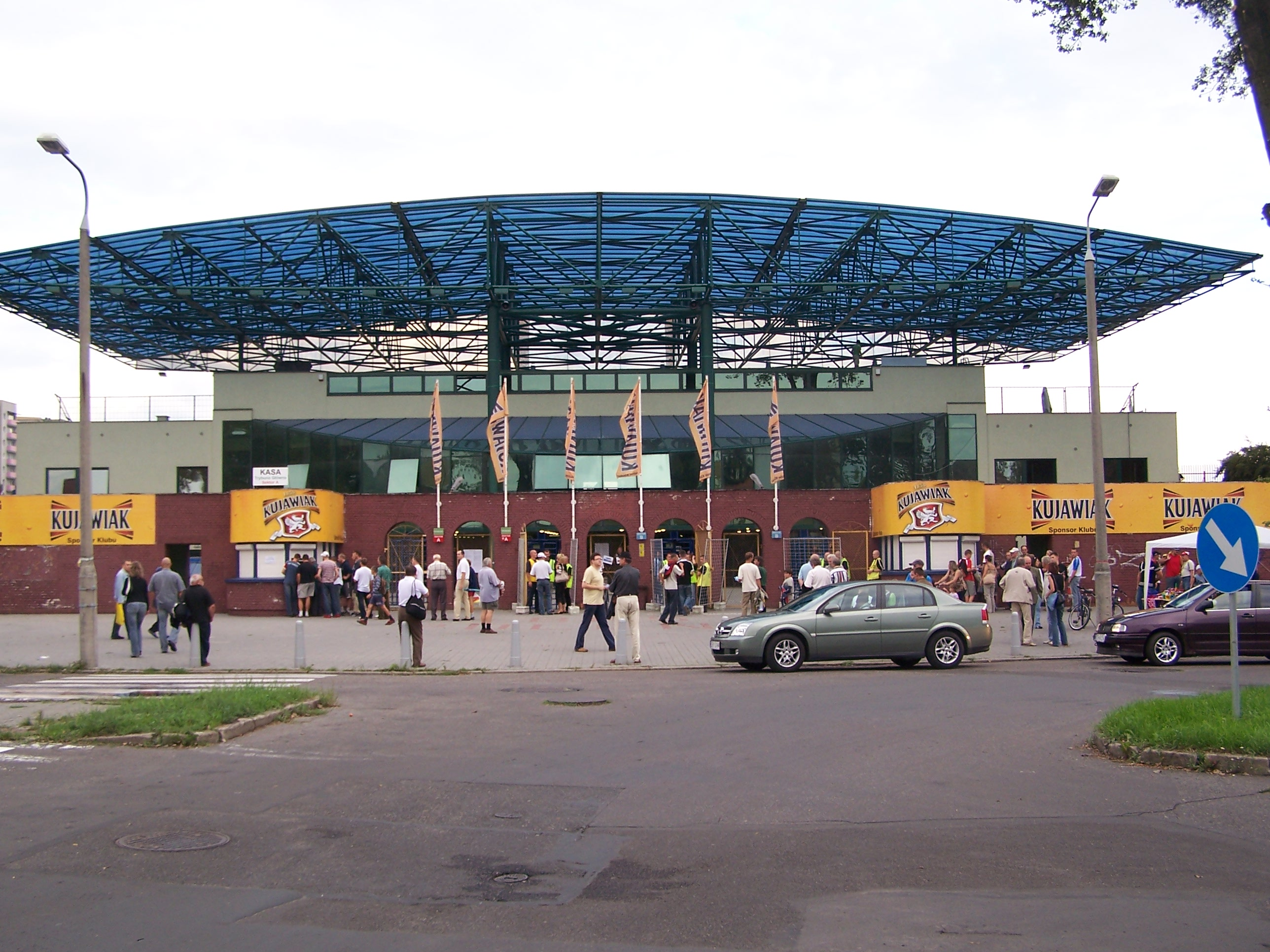
Der Haupteingang des Polonia-Stadions

Im Polonia-Stadion trägt die Speedwayabteilung des Vereins Polonia Bydgoszcz ihre Rennen aus. 1995 war es Austragungsort der Speedway-Team-Weltmeisterschaften und seit 1998 wird dort die Speedway-Einzel-Weltmeisterschaft ausgetragen. 2008 wurden innerhalb von nur einem Monat zwei Grand-Prix-Rennen ausgetragen, da der in der Veltins-Arena in Gelsenkirchen geplante Grand Prix von Deutschland aufgrund einer defekten künstlichen Bahn abgesagt werden musste. Stattdessen wurde ein zweites Rennen in Bydgoszcz ausgetragen.

### Fußball
Die Fußballabteilung des Vereins nutzt ebenfalls das Polonia-Stadion. Die Mannschaft spielt aktuell in der 5. polnischen Liga. In den Jahren 1954–1961 spielte der Verein in der polnischen Ekstraklasa. Während des Zweiten Weltkrieges trug in dem Stadion die SG Bromberg ihre Spiele aus.
Zum 80. Jahrestag der Einweihung wurde im Polonia-Stadion ein Freundschaftsspiel zwischen den Alt-Herren-Mannschaften Polens und Deutschlands ausgetragen.